# Nectopsyche candida
Nectopsyche candida là một loài Trichoptera trong họ Leptoceridae. Chúng phân bố ở miền Tân bắc.